# Juan Vigón

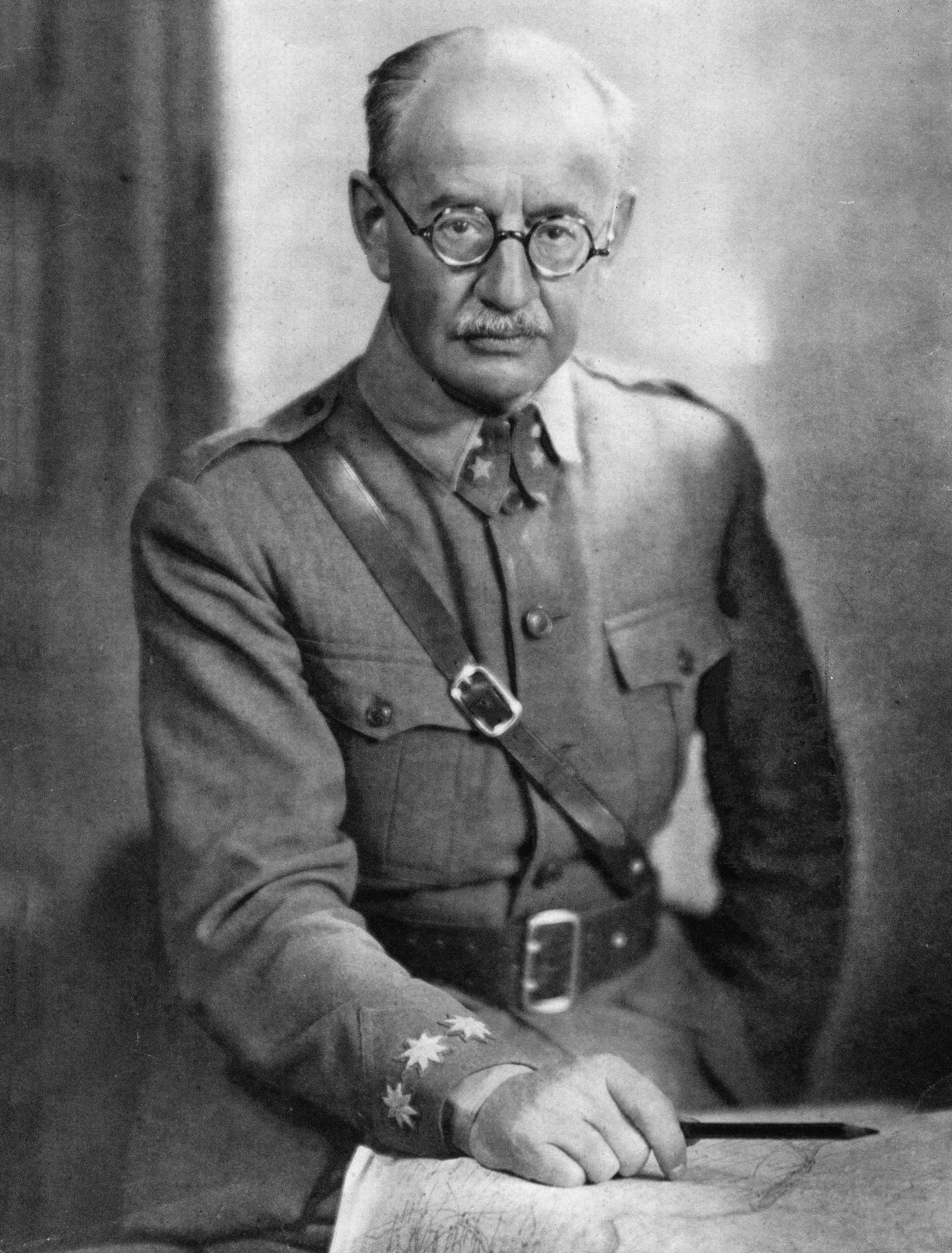
Juan Vigón

Juan Vigón Suerodíaz, Marquis of Vigón (30 de outubro de 1880, Colunga  - 25 de maio de 1955, Madrid) foi um general espanhol que lutou na Guerra Civil Espanhola pela facção nacionalista.

## Biografia
Vigón nasceu em Colunga, Asturias , Espanha. Antes da guerra foi escolhido pelo rei Afonso XIII para educar seus filhos, o que fez de novembro de 1925 a 1930. No início da Segunda República Espanhola (14 de abril de 1931) deixou o exército espanhol devido às suas simpatias monárquicas. Com apenas um breve retorno ao exército durante a Revolução de 1934, manteve-se fora do exército, como tenente-coronel na reserva, até que a Guerra Civil Espanhola estourou em 18 de julho de 1936. Na Argentina, no início da guerra, ele retornou à Espanha onde seu primeiro cargo militar foi como Chefe do Estado Maior do Coronel Alfonso Beorlegui Canet, na Campanha de Gipuzkoa. Mais tarde foi nomeado Coronel do Estado-Maior durante a Batalha de Bilbau e foi o arquiteto da Guerra do Norte como membro do Estado-Maior. Ele foi premiado com a Medalha Militar e tornou-se general após a Guerra do Norte, tornou-se chefe de gabinete do comandante na Ofensiva de Aragão.  Após a guerra foi Ministro da Aeronáutica, tornou-se Tenente-General e Chefe do Alto Comando da Defesa (chefe do Estado Maior das Forças Armadas Espanholas) e, até à sua morte em Madrid em 1955, presidente do Conselho de Energia Nuclear e do Instituto Nacional Técnico Aeronáutico. Franco concedeu-lhe um marquesado póstumo.